# Seo-myeon, Ulleung-gun
Seo-myeon (koreanska: 서면) är en socken på den sydkoreanska ön Ulleungdo i Japanska havet öster om Sydkorea.
Den utgör den västra delen av ön. De största byarna i socknen är Namyang och Taeha. Socknen tillhör kommunen Ulleung-gun.